# The Signal (pel·lícula de 2007)
The Signal és una pel·lícula de terror estatunidenca del 2007 escrita i dirigida pels cineastes independents David Bruckner, Dan Bush i Jacob Gentry. Està explicat en tres parts, en què tots els aparells de telecomunicacions i audiovisuals transmeten només un senyal misteriós que torna bojos i activa conductes assassines en molts dels afectats.
Els tres capítols interconnectats de la pel·lícula ("transmissions") es presenten en una narrativa no lineal. Cadascun d'ells manifesta elements de (a més del gènere general de terror psicològic), respectivament, splatter, comèdia negra i una post-apocalíptica història d'amor. The Signal va rebre una recepció crítica mixta, però en gran part positiva.

## Argument
La Mya està enganyant el seu marit Lewis amb Ben. Ben li demana a Mya que marxi de la ciutat amb ell, però ella no es compromet. Quan Mya surt, Ben encén la televisió i mira una estranya seqüència d'imatges psicodèlica. La Mya escolta un disc compacte que li ha donat Ben, però és amenaçada per homes que actuen de manera estranya en un aparcament. Quan arriba al seu edifici d'apartaments, troba més gent que es comporten de manera estranya. Desconegut per a Mya, una interferència semblant a una estàtica que arriba a través dels mitjans de comunicació ha amplificat els trets emocionals negatius de les persones, fent que actuïn de manera irracional i, en la majoria dels casos, de manera violenta.

### Transmission 1: Crazy in Love
Escrita i dirigida per David Bruckner.
Un cop dins del seu apartament, Lewis i dos amics, Jerry i Rod, intenten arreglar la televisió, però Lewis mata d’una pallissa en Jerry per una discussió menor. La Mya fuig presa del pànic, deixant a Rod i Lewis en una lluita, però troba tot l'edifici en un caos. La Mya s'amaga en un apartament proper fins al matí. Quan torna a entrar a casa seva, troba Lewis inconscient i lligat a una cadira. Es desperta per veure-la marxar mentre escolta el disc compacte d'en Ben. La Mya es troba amb Rod, que l'arrossega a l'armari d'un conserge i li explica la seva lluita per sobreviure. Es fa obvi que el senyal afecta a cada persona de manera diferent, i en Rod també pot estar boig, tot i que sembla que en gran manera té el control del seu judici. Junts, escapen i intenten conduir cap a un lloc segur. Però després de ser disparat per una dona policia i gairebé abandonat per Mya, Rod es torna més violent i ataca a Mya, que xoca el cotxe. Rod queda incapacitat i atrapat al vehicle, mentre la Mya fuig, dient a un desconegut anomenat Clark que va a l'estació de tren.

### Transmission 2: The Jealousy Monster
scrit i dirigit per Jacob Gentry.
En Ben troba Lewis amb una presa de conductes i afluixa les seves lligadures. Lewis deixa inconscient en Ben i el posa a la part posterior d'una furgoneta de control de plagues. En un apartament proper, una dona anomenada Anna ha matat el seu marit en defensa pròpia, però ha continuat planejant una festa com si no hagués passat res. Aviat arriba Clark, el veí de l'Anna i un teòric de la conspiració. Els dos intenten entendre què està passant, i Clark admet que va decapitar a Rod després que Rod l'ataqués violentament. Finalment, Lewis arriba a l'apartament després de veure el cotxe accidentat de Mya. Al principi, Lewis fa amistat amb Anna i Clark, i es convencen que cap d'ells ha estat afectat pel senyal. Les tendències violentes i paranoiques de Lewis fan que mati la neboda de l'Anna, la Laura, que arriba buscant ajuda. Ell rebutja l'acte com a defensa de l'Anna, però Clark el convenç de no atacar el següent en arribar, Jim, que aparentment no és conscient de la situació. Mentre l'Anna al·lucina que Clark és el seu marit, Lewis al·lucina que Jim és Ben, burlant-se d'ell. Mata a cops en Jim, clava Clark a una cadira amb ganivets de cuina i encega l'Anna amb un insecticida. Convençut que no sap res de la Mya, Lewis obliga l'Anna a ingerir el verí. Ell exposa Clark al senyal que l'interroga. Ben, després d'haver-se despertat i s'ha alliberat de la furgoneta de Lewis, entra a l'apartament i noqueja a Lewis.

### Transmission 3: Escape from Terminus
Escrit i dirigit per Dan Bush.
Lewis es desperta i segueix Ben i Clark. Intenta matar-los en un cobert d'eines, però ells lluiten i escapen. Ben convenç en Clark que el senyal és una mentida, trencant el seu efecte sobre ell, i Clark informa a Ben on anava Mya. Ben i Clark corren per la ciutat ara majoritàriament morta i arriben a l'estació de tren. Allà, troben la Mya lligada a una cadira, obligada a mirar el senyal per Lewis. Lewis els ataca i escanya Clark fins a la inconsciència. Ben utilitza la paranoia de Lewis contra ell, fent-li creure que els seus papers s'inverteixen. Lewis colpeja un televisor que emet senyals amb ràbia frustrada, electrocutant-se.
La història acaba de manera ambigua. Ben, Mya i Clark s'aprovisionen de subministraments, després Clark marxa. Tanmateix, la següent escena revela a Mya encara lligada a la cadira, aparentment catatònica. En Ben li col·loca els auriculars de la Mya, i ella tanca els ulls, una llàgrima li recorre la galta.

## Repartiment
- Anessa Ramsey om Mya Denton
- Justin Welborn com a Ben Capstone
- A. J. Bowen com a Lewis Denton
- Scott Poythress com Clark
- Sahr Ngaujah (com Sahr) com a Rod
- Cheri Christian com Anna
- Chad McKnight (com a Chadrian McKnight) com a Jim
- Matthew Stanton (com a Matt Stanton) com a Jerry
- Suehyla El-Attar com a Janice

## Producció i llançament
The Signal va ser creada per quatre cineastes que col·laboren des de 1999 a Atlanta, Geòrgia i cadascun dels seus capítols va tenir diferents directors durant el rodatge. La pel·lícula es va completar per al Festival de Cinema de Sundance de 2007 amb un pressupost de només 50.000 dòlars i es va rodar al llarg de 13 dies. La pel·lícula es va estrenar el 22 de gener de 2007 al Festival de Cinema de Sundance, on va ser adquirida per Magnolia Pictures, i publicat en DVD i Blu-ray a 10 de juny de 2008.
Després d'un llarg retard a causa de la recerca d'una cançó per substituir una portada sense llicència de "Perfect Day" Lou Reed per Jon Thomas Hall a la banda sonora, la pel·lícula es va estrenar a les sales el 22 de febrer de 2008. La cançó finalment utilitzada és una versió d’"Atmosphere" de Joy Division per Ola Podrida. Com a promoció de la pel·lícula, es va publicar un nou curt podcast quinzenalment a través d'un lloc de notícies de pel·lícules de terror Bloody Disgusting. El 23 de febrer de 2008, es va informar que dos homes van ser apunyalats per un desconegut en un cinema a Fullerton (Califòrnia) durant una projecció de The Signal; un d'ells va patir lesions no mortals al braç, mentre que l'altre va patir una punció pulmonar.
El comunicat dels mitjans de comunicació domèstic inclou un comentari d'àudio dels directors, escenes suprimides, la realització del llargmetratge, el curtmetratge complet The Hap Hapgood Story que es va mostrar a la televisió a la seqüència d'introducció de The Signal, així com tres "transmissions" addicionals curtes (d'uns quatre minuts cadascuna) amb personatges i ubicacions completament diferents ("Transmission 14: Technical Difficulties", "Transmission 23: The Return" i "Transmission 37: Crosstown Traffic" de Jacob Gentry). Gentry, que també va dirigir el segon part de la pel·lícula, va compartir el seu reportatge addicional a Vimeo.

## Recepció
No content amb seguir la ruta habitual de l'"apocalipsi zombie" (on la narració segueix una banda de supervivents que s'enfronten a hordes de bojos), el tríptic creatiu ha abordat idees més grans i filosòfiques. (...) És esgarrifós perquè no hi ha simples "herois i vilans" en aquests termes, ni tan sols "nosaltres contra ells". Si la psicosi i la paranoia fossin transmissibles d'aquesta manera, "Ells" podrien ser "Nosaltres", i no tindríem cap manera de saber-ho.
The Signal va rebre un 59% de crítiques positives a Rotten Tomatoes, amb el consens del lloc web que afirma: "The Signal és horripilant, divertis i té grans reflexions sobre la societat, però aquests elements dispars no aconsegueixen juntar-se de manera convincent." La seva valoració mitjana a Metacritic és de 63/100 (en general, crítiques favorables). El 2012, Total Film la va incloure a la seva llista de les millors pel·lícules de terror independents, assenyalant que si The Signal tingués un pressupost més gran "hauria tingut més espai per explorar les seves grans idees".
En una ressenya per a The Boston Globe, Wesley Morris va escriure que, si bé els episodis de la pel·lícula varien en la seva qualitat (va opinar que el primer és "per molt el més impressionant"), "el la realització cinematogràfica es manté intensa i l'actuació manté la seva ferocitat." D'altra banda, Owen Gleiberman de Entertainment Weekly la va considerar com una mala barreja de Poltergeist, Invasion of the Body Snatchers' , Re-Animator, Vénen de dintre de... i Shaun of the Dead.
Karen Kemmerle de Tribeca Film va recomanar aquest "viaje surrealista, primigeni, inesperat i inquietant a través d'una societat que s’ha tornat boja", i va afirmar que "l'estil de la pel·lícula recorda aquelles grans pel·lícules de terror dels anys 70; és cru, granulat i increïblement visceral", i la seva sensació crua i de baix pressupost "només atrau el seu atractiu". Segons Aaron Gillot de Filmmaker, "per a una pel·lícula tan modesta... The Signal és creativa, intel·ligent i una de les poques pel·lícules que realment submergeix l'espectador en el terror de la bogeria. Qualsevol fan del terror hauria de buscar-la.